# La Révolte des pendus
Pour les articles homonymes, voir La Révolte des pendus (homonymie).
La Révolte des pendus (titre original : Die Rebellion der Gehenkten) est un roman social de B. Traven, paru en 1936. Ce quatrième roman du cycle de l'Acajou raconte les mauvais traitements subis par les ouvriers d'une monteria mexicaine et leur révolte contre les patrons qui les exploitent.

## Résumé
Candido est un paysan Indien analphabète du Chiapas parlant tsotsil et espagnol qui vit pauvrement avec sa femme Marcelina et ses deux enfants de la terre qu'il cultive, refusant de renoncer à sa liberté en travaillant pour le compte des ladinos blancs. Un jour cependant sa femme est victime d'une crise d'appendicite qui nécessite une opération coûtant 200 pesos ; pour payer l'opération Candido signe un contrat l'engageant à travailler dans une compagnie de bûcherons en échange d'une avance, mais le marchandage dure trop longtemps et Marcelina meurt avant d'être soignée. Candido est cependant forcé par la police locale d'honorer son contrat et part donc avec une colonne de nouveaux bûcherons pour l'exploitation de caoba sur laquelle il s'est engagé accompagné de ses deux enfants et rejoints par sa sœur cadette Modesta. En chemin le chef de la caravane embauche également trois inconnus, dont il comprend qu'il s'agit de fugitifs, afin de toucher une commission supplémentaire.  
Le groupe arrive finalement sur le site principal de l'exploitation, tenue par trois frères endettés dont les bénéfices limités dépendent essentiellement de leur aptitude à forcer leurs ouvriers à travailler le plus possible, notamment au moyen de châtiments corporels. Le plus redouté de ces sévices est la pendaison à un arbre par les membres pendant plusieurs heures, avec dépôt sur le corps de graisse ou de sel pour attirer les insectes, et en particulier les fourmis rouges. Les Indiens supportent ces châtiments de manière stoïque, et peu tentent de fuir car les contremaîtres disposent d'armes et de chevaux pour poursuivre les fuyards, et ceux-ci doivent traverser une jungle dans laquelle la survie est difficile et la progression lente ; le fleuve utilisé pour convoyer les troncs d'arbres étant lui surveillé en aval par des guetteurs armés. L'un des ouvriers, un Indien nommé Celso, aide Candido à atteindre ses objectifs de production et tombe amoureux de Modesta ; Celso se lie d'amitié avec Candido et également avec les trois fugitifs qui se sont en fait évadés d'un bagne, deux déserteurs de l'armée mexicaine et un ancien instituteur marxiste ayant encouragé des mineurs à faire grève et à constituer un syndicat.Ceux-ci se promettent de mettre fin à leur exploitation et attendent pour cela le moment opportun.
En parallèle de ces événements, deux bouviers poursuivis par deux contremaîtres tentent de fuir après qu'une punition ait tué plusieurs des leurs ; à l'issue de la poursuite un des fugitifs et un des contremaîtres meurent et les deux survivant rentrent au camp. L'un des trois frères s'isole avec le fuyard rattrapé pour le punir, mais il est immobilisé par sa victime qui lui crève les yeux et se suicide immédiatement après pour échapper à la vengeance de ses maîtres. L'un des évadés du bagne est témoin de la scène et subtilise alors le pistolet et la cartouchière de son patron pour les cacher en lieu sûr. La victime désormais aveugle se suicide également le soir même. Effrayés par cet acte isolé de rébellion, les deux frères associés décident de limiter la pression qu'ils exercent sur leurs salariés, mais leur quête de productivité maximale leur fait vite abandonner cette idée.
Quelques jours plus tard, Candido est envoyé avec ses deux enfants et sa sœur dans un camp situé sur l'autre rive du fleuve mais le passeur qui les fait traverser est ivre et l'embarcation chavire ; le plus jeune fils de Candido meurt noyé. Poussé par le chagrin il tente quelques jours plus tard de s'enfuir par le fleuve mais ils sont rattrapés par des contremaîtres qui les forcent à regagner la berge après avoir tiré sur l'autre fils de Candido, le blessant au bras. En représailles, Candido et son fils ont les oreilles tranchés sur ordre de leur patron dès leur retour au camp, et Modesta devient sa servante. Candido est ensuite séparé de sa famille et renvoyé au camp de bûcherons auquel il était affecté.
Alors qu'elle est à la merci de son patron, celui-ci tente de violer Modesta qui se défend en le frappant à la tête à l'aide d'une bouteille. Elle s'enfuit alors et parvient à atteindre le camp sur lequel travaillent Celso et les trois fugitifs blancs évadés du bagne. Ceux-ci tuent alors le poursuivant de Modesta et décident de ne pas fuir mais de lancer la révolte contre les propriétaires de la monteria et de les tuer ainsi que les contremaîtres. Les mutins recrutent le plus de bûcherons et de bouviers possible sur leur trajet et tuent finalement leurs anciens oppresseurs, obligent les blancs indépendants (forgeron, cuisinier, etc.) travaillant à la monteria à ne pas quitter leur maison et font leurs préparatifs pour attaquer les villes et les exploitations de la région afin de participer à une révolution dont ils espèrent qu'elle renversera le dictateur en place et leur donnera « la terre et la liberté ». 
Les révoltés se divisent en plusieurs compagnies qui partent à un jour d'intervalle, ils parviennent ainsi à traverser la jungle et les marécages en pleine saison des pluies. Le livre s'achève quelques jours avant que les révolutionnaires n'engage leurs premiers combats contre la police et l'armée.

## Éditions
Le roman est publié en allemand en 1936 par la guilde du livre Gutenberg. Il est traduit une première fois en français en 1955, traduction parue chez Calmann-Lévy, puis à nouveau par Albert Lehman pour les éditions Christian Bourgois en 1986. Une édition de poche est parue aux éditions La Découverte en 2004.
Il est réédité avec l’ensemble de l’œuvre de Traven en 1964 par les éditions Volk und Welt, d’après les éditions originales (avec notamment les indications biographiques qu’il a supprimé des éditions suivantes).

## Style
Kurt Tucholsky a caractérisé le style de Traven comme une « technique d’écriture flottante », faisant se suivre une multitude de petits épisodes, reliés entre eux par une intrigue interrompue sans cesse par des digressions avant de réunir toutes ces histoires en une seule, les digressions lui permettant d’illustrer ou de répéter ses idées principales.
Le vocabulaire utilisé par Traven est issu de façons de parler typiques en Allemagne du nord, des néologismes tirées du bas allemand. Par exemple, le mot Gehenkten du titre original vient du vieil allemand henken pour pendu ; on retrouve l’usage de ce mot dans la revue dirigée par Ret Marut, Der Ziegelbrenner (ce qui est un des éléments permettant d’identifier Ret Marut à B. Traven).

## Écriture

### Rassemblement du matériel
Au cours de ses nombreux séjours prolongés au Chiapas, B. Traven était accompagné par un guide, Amador Paniagua, qui avait travaillé 7 ans en monteria. On estime généralement que ces séjours et ce guide furent une source d’information importante pour Traven, qui peut ainsi lier des problèmes dits universels comme le capitalisme, la répression et l’injustice à un contexte local. La région est bien connue de Traven : elle se situe entre Santa Clara et le fleuve Usumacinta, zone secouée par les révoltes des monterias durant la révolution mexicaine, en 1910. Une de celles-ci, détruite et recouverte par la jungle à la fin des années 1920, s’appelait la Romano, dont un anagramme approximatif donne le nom de la monteria du roman, la Armonia ; pour d’autres noms de lieux, B. Traven privilégie le nom indien au nom en castillan (comme Hucutsin pour Ocosingo et Jovel pour San Cristobal de las Casas).

### Exploitation capitaliste et fascisme
Selon Kenneth Payne, l’écriture des six romans du cycle de l'Acajou est inséparable du contexte de la montée du nazisme en Allemagne et du passé révolutionnaire de son auteur, ayant participé à la révolution de Bavière et en fuite depuis, et dont les œuvres figurent sur la liste des livres interdits par le régime nazi. Il présente donc une société proto-fasciste, à laquelle il oppose un autre modèle de société. Les monterias y sont présentées comme le lieu de la suprême déshumanisation des Indiens qui y travaillent et sont insérées dans la présentation de trois types de société : la société rurale traditionnelle, capable de coopération et que B. Traven admire, la monteria totalitaire, et la société révolutionnaire qui se constitue après la révolte dans la monteria. Comme le dit l’un des personnages, à la monteria, on est au fin fond de l’Enfer, comme dans le Vaisseau des morts ; un des buts de la monteria est d’éliminer tout sentiment de solidarité familiale ou tribale ce que les militants à la conscience de classe plus avancée contrecarrent en manifestant une solidarité envers les nouveaux. Traven décrit point par point la montée de la poussée révolutionnaire, entretenue par les punitions toujours plus cruelles et injustes. La monteria est l’avant-poste du capitalisme mondial, elle est le lieu où la morale et l’éthique du capitalisme (ou son absence de morale et d’éthique) triomphent : elle n’est qu’un camp de travail, où les Indiens n’ont aucun droit, figurant ainsi une dictature capitaliste en modèle réduit. La monteria vise à leur anéantissement moral pour mieux les exploiter : on retrouve le thème travénien maintes fois utilisé où les personnages sont « des morts non-encore trépassés », et qui le sont dans ce roman pour des raisons politiques, ayant dû fuir les persécutions politiques.
Au niveau des personnages, il oppose le comportement des Indiens et des Ladinos. Les seconds, qu’il traite régulièrement de racailles, sont motivés uniquement par le gain, sont racistes et n’ont ni pitié ni sentiment chrétien : la rapacité du médecin conduit ainsi à la mort de Marcelina (car il veut être payé avant d’opérer) ; le décès et les funérailles sont aussi une occasion de pressurer l’Indien Candido. Au contraire, les Indiens n’hésitent pas à s’entraider, même si cela contrarie leurs projets personnels.

### Point de vue sur la révolution
Bien que la révolte éclate et évolue en révolution, le ton de Traven reste partagé entre enthousiasme révolutionnaire et résignation (sans doute à cause du souvenir de son échec). À à la fin du roman, les révoltés ont tous acquis des grades militaires : Traven pointe ainsi le risque que les révoltés qui commencent à agir en étant tous égaux, s’accordent eux-mêmes des titres mais prend soin de ridiculiser cet apparat dans un des derniers passages.
Au cours de la révolte, les « pendus » brûlent tous les documents de la monteria. C’est grâce à l’encadrement de quelques personnages à la conscience de classe plus aigue que la révolte est victorieuse.

## Influence
Le livre, décrivant le combat contre un monde assimilé de manière transparente aux fascismes, est un des préférés des résistants tchécoslovaques qu’ils font passer clandestinement en Allemagne. En Suède, pays qui était entouré de puissances de l’Axe ou de pays occupés par l’Allemagne, il a aussi connu des réimpressions de ce livre durant la guerre.

## Adaptations
Le film est porté à l’écran au Mexique par Alfred Crevenna en 1954, sous le titre La Rebelion de los colgados. En 1956 H. Wlen réalise La Révolte des pendus, d’après un scénario d’Hal Croves (pseudonyme de B. Traven) et dont le titre original est Die Rebellion des Gehenkten.
Il est adapté par Juan Luis Buñuel en 1986 sous le titre La Révolte des pendus.